# منطقة راجارا
راجارا رمزها «RG» (بالإنجليزية: Rajgarh)‏ ، هو تقسيم إداري لدولة الهند تتبع ولاية مدية برديش (بالإنجليزية: Madhya  Pradesh)‏ ، مركزها هو مدينة راجارا (بالإنجليزية: Rajgarh)‏ عدد سكانها حسب تعداد سنة 2001 هو 1,253,246 ، مساحتها 6,143 كم² وكثافة السكان 204 لكل كم² .